# 王郎
王郎（前1世紀？—24年），本名王昌，以字行，冀州趙国邯鄲县人。中国新朝末群雄之一，割据于河北。

## 生平
王郎原以占卜为業，通晓天文、历法，发现河北有天子之气。
王莽建立新朝之前，長安有人自称是漢成帝的儿子刘子輿，而被王莽誅殺。王郎利用这一事件，詐称自己是真正的刘子輿，王郎与赵缪王子劉林说自己是为了避免当时的皇后赵飞燕迫害，逃到蜀地，获知河北有天子之气，又辗转至河北。劉林便与趙国豪族李育、張参共同计划擁立王郎为皇帝。
当时有传言赤眉軍将渡黄河北進；更始元年（23年）十月，更始帝劉玄命破虜将軍、行大司馬事劉秀平定河北。劉秀訪邯鄲会见劉林。劉林建议劉秀决堤淹死河北的赤眉軍（其实只有少量赤眉軍），劉秀没有同意，離开邯鄲，北向真定。
同年十二月（24年1月16日），劉林率数百車騎入邯鄲城，清晨在趙王宮殿，王郎即天子位。王郎任命劉林为丞相、李育为大司馬、張参为大将軍。王郎派軍占领冀州、幽州，他利用民衆依然思漢的心理，宣称新朝建立之前反对王莽的翟義没有死，而在拥护他，从而獲得声望。趙国以北、遼東以西被王郎管辖。以封10万户侯爵懸賞，徵求劉秀的首級。
更始二年（24年）初，劉秀募兵壮大实力，劉植、耿純率宗族宾客二千余人归刘秀。上谷太守耿況、漁陽太守彭寵派遣突擊騎兵支援劉秀，王郎开始处于劣势。
之后，王郎在河北各地連战連敗。四月劉秀进军邯鄲，五月（24年5月27日）邯鄲城破。王郎乘夜逃出邯鄲，途中被劉秀部将王霸所杀。

## 部將
- 劉林：趙國丞相
- 李育：趙國豪族，大司馬。刘秀进抵柏人，击败李育。李育退守柏人城。
- 張參：趙國豪族，大將軍
- 杜威：諫議大夫
- 李立
- 趙閎

## 延伸阅读
[在维基数据编辑]
 《後漢書·卷12》，出自范晔《後漢書》